# 蜆塚
蜆塚（しじみづか）は、静岡県浜松市中央区の地名。現行行政地名は蜆塚一丁目から蜆塚四丁目。住居表示実施済み。

## 地理
浜松市中央区のうち旧中区の中心部西側に位置する。

## 歴史
蜆塚には縄文時代の遺跡、蜆塚遺跡があり、公園内には浜松市博物館も立地する。1972年8月1日に隣接する山手町と同時に住居表示が実施された。2007年4月1日に浜松市が政令指定都市に移行した際、蜆塚は中区の一部となった。2024年1月1日、区再編により中区は全域が中央区となった。

### 蜆塚遺跡
1955年から4回にわたって発掘調査が行われ、3000年前から4000年ほど前の縄文時代の遺跡であることが判明した。また同じ場所から貝塚が発見され、数百年分にのぼる貝や魚、動物の骨、土器のかけらなどが出土した。さらに20数軒の住居跡も検出されている。

## 世帯数と人口
2018年（平成30年）12月1日現在の世帯数と人口は以下の通りである。
| 丁目       | 世帯数    | 人口    |
| ---------- | --------- | ------- |
| 蜆塚一丁目 | 459世帯   | 1,123人 |
| 蜆塚二丁目 | 719世帯   | 1,738人 |
| 蜆塚三丁目 | 735世帯   | 1,457人 |
| 蜆塚四丁目 | 348世帯   | 855人   |
| 計         | 2,261世帯 | 5,173人 |

## 小・中学校の学区
市立小・中学校に通う場合、学区は以下の通りとなる。
| 丁目       | 番・番地等 | 小学校             | 中学校             |
| ---------- | ---------- | ------------------ | ------------------ |
| 蜆塚一丁目 | 全域       | 浜松市立広沢小学校 | 浜松市立蜆塚中学校 |
| 蜆塚二丁目 | 全域       | 浜松市立広沢小学校 | 浜松市立蜆塚中学校 |
| 蜆塚三丁目 | 全域       | 浜松市立広沢小学校 | 浜松市立蜆塚中学校 |
| 蜆塚四丁目 | 全域       | 浜松市立広沢小学校 | 浜松市立蜆塚中学校 |

## 施設
- 浜松聖星高等学校 （蜆塚三丁目）
- 浜松市立蜆塚中学校 （蜆塚二丁目）

## 交通
バス
- 遠鉄バス
  - 0遠州浜蜆塚線：（浜松駅 方面 - ）蜆塚一丁目 - 山手町入口 - 蜆塚坂上 - 蜆塚遺跡前（ - 佐鳴台団地 方面）
  - 8鶴見富塚じゅんかん、8・8-22大平台線、8・8-33伊佐見線：（浜松駅 方面 - ）蜆塚中学北 - 浜松聖星高校（ - 富塚／大平台／伊佐見・山崎 方面）

## その他

### 日本郵便
- 郵便番号 : 432-8018[3]（集配局：浜松西郵便局[7]）。

### 警察
警察の管轄は以下の通りである。
| 番・番地等 | 警察署         | 交番・駐在所 |
| ---------- | -------------- | ------------ |
| 全域       | 浜松中央警察署 | 佐鳴台交番   |

### 消防署
消防署の管轄区域は以下の通りである。
| 番・番地等 | 消防署   | 本署/出張所 |
| ---------- | -------- | ----------- |
| 全域       | 中消防署 | 本署        |